# Meersalatähnliche Wasserähre
Die Meersalatähnliche Wasserähre (Aponogeton ulvaceus; von lateinisch ulva, ‚Meersalat‘) ist eine amphibisch lebende Pflanze aus der Familie der Wasserährengewächse.

## Beschreibung
Diese mehrjährige krautige Pflanze bildet eine Knolle aus. Die Blätter sind bandförmig und am Rand gewellt und wachsen aus einer Rosette heraus. Die Blattoberfläche ist hellgrün. Ihre Wuchshöhe beträgt 40 bis 50 Zentimeter.
Die Chromosomenzahl beträgt 2n = 40.

## Vorkommen
Die Pflanze hat ihr natürliches Verbreitungsgebiet im zentralen und westlichen Madagaskar.

## Aquaristik
Wie eine ganze Reihe der Wasserähren wird auch diese Pflanzenart im Fachhandel zur Bepflanzung von Aquarien angeboten. Diese Wasserährenart gehört jedoch bereits zu den anspruchsvollen Aquarienpflanzen, sie benötigt unter anderem eine Ruhezeit, in der sich die Knolle regenerieren kann. Der Lichtbedarf dieser Art ist hoch bis sehr hoch. Sie benötigt Wassertemperaturen zwischen 24 und 27 Grad Celsius. Der Kohlenstoffdioxidbedarf der Pflanze ist hoch, es empfiehlt sich daher eine Zudosierung von bis zu 20 Milligramm je Liter Wasser. Sie eignet sich im Aquarium für die Bepflanzung des Hintergrunds und der Mittelzone und kann auch als Solitärpflanze verwendet werden. Aufgrund der Größe sollte das Aquarium, in dem sie gepflegt wird, mindestens 200 Liter Wasser fassen.